# Tomasz Romaniuk
Tomasz Romaniuk, urodzony jako Tomasz Buc (ur. 8 kwietnia 1974 w Brzegu Dolnym) – polski piłkarz, występujący na pozycji obrońcy. 

## Przebieg kariery
Urodził się w Brzegu Dolnym, gdzie zaczął uczęszczać na treningi w jednym z tamtejszych klubów. W wieku 21 lat przeniósł się do Ślęzy Wrocław, a następnie do ŁKS Łódź, z którym zdobył mistrzostwo Polski (jeden mecz w sezonie 1997/1998). Kolejne kluby, w których występował to m.in. Zagłębie Lubin, Pogoń Szczecin, Piotrcovia Piotrków Trybunalski, belgijskie Royal Charleroi i RFC Liège. Karierę zakończył w 2017 w austriackim klubie SCU Emmersdorf. 
W Ekstraklasie Romaniuk rozegrał 57 spotkań, strzelając przy tym 3 bramki.

## Sukcesy
- Mistrzostwo Polski z ŁKS w sezonie 1997/98[1]